# Dystrophie musculaire des ceintures
 Mise en garde médicale
La dystrophie musculaire des ceintures ou DMC ou myopathie des ceintures ou LGMD (Limb guirdle muscular dystrophy en anglais) englobe un groupe de maladies neuromusculaires qui affectent essentiellement les muscles volontaires situés autour de la région scapulaire (épaules) et de la région pelvienne (les hanches).
Les différentes dystrophies musculaires se différencient en fonction :
- de l'âge de survenue ;
- des manifestations cliniques pouvant atteindre le cœur ;
- de critères génétiques ;
- des modes de transmission.

Trente-quatre formes de myopathies des ceintures sont répertoriées, 5 à transmission autosomique dominante et 29 à transmission autosomique récessive. La classification est basée sur l'analyse génétique et des protéines en cause.

## Classification
Depuis 2018, le nom des dystrophies musculaires des ceintures prend le format suivant : « LGMD, D (dominant) ou R (récessif) pour le mode de transmission, ordre de découverte (chiffre), nom de la protéine en cause ». Ainsi l’ex-LGMD2A devient la LGMD R1 liée à la calpaïne 3.
Les LGMD récessives sont souvent regroupées en cinq groupes :
- Anoctaminopathies : LGMD R12
- Calpaïnopathies : LGMD R1 et D4
- Dysferlinopathie : LGMD R2
- Sarcoglycanopathie (en) : LGMD R3, R4, R5 et R6
- Dystroglycanopathies : LGMD R9, R11, R13, R14, R15, R16, R19, R20 et R24

| Type                                                  | Ancien type                    | O.M.I.M | Chromosome | Locus | Gène    | Protéine codée par le gène |
| ----------------------------------------------------- | ------------------------------ | ------- | ---------- | ----- | ------- | -------------------------- |
| LGMD D1                                               | Type 1E et 1D                  | 603511  | 7          | q36   | DNAJB6  |                            |
| LGMD D2                                               | Type 1F                        |         |            |       | TNPO3   | Transportine 3             |
| LGMD D3                                               | Type 1G                        |         |            |       | HNRNPDL |                            |
| LGMD D4                                               | Type 1I                        |         |            |       | CAPN3   | Calpaïne 3                 |
| LGMD D5                                               | myopathie de Bethlem dominante |         |            |       |         | Collagène 6                |
| requalifiée en myopathie myofibrillaire               | Type 1A                        |         |            |       |         |                            |
| requalifiée en dystrophie musculaire d'Emery-Dreifuss | Type 1B                        |         |            |       |         |                            |
| requalifiée en cavéolinopathies                       | Type 1C                        |         |            |       |         |                            |

| Type    | Ancien type | O.M.I.M | Chromosome | Locus       | Gène   | Protéine codée par le gène |
| ------- | ----------- | ------- | ---------- | ----------- | ------ | -------------------------- |
| LGMD R1 | Type 2A     | 253600  | 15         | q15.1-q21.1 | CAPN3  | Calpaïne 3                 |
| LGMD R2 | Type 2B     | 253601  | 2          | p13.3-p13.1 | DYSF   | Dysferline                 |
| LGMD R3 | Type 2D     | 608099  | 17         | q12-q21.33  | SGCA   | sarcoglycane alpha         |
| LGMD R4 | Type 2E     | 604286  | 4          | q12         | SGCB   | sarcoglycane beta          |
| LGMD R5 | Type 2C     | 253700  | 13         | q12         | SGCG   | sarcoglycane gamma         |
| LGMD R6 | Type 2F     | 601287  | 5          | q33         | SGCD   | sarcoglycane delta         |
| LGMD R7 | Type 2G     | 601954  | 17         | q12         | T-CAP  | Téléthonine                |
| LGMD R8 | Type 2H     | 254110  | 9          | q31-q34.1   | TRIM32 | trim 32                    |
| LGMD R9 | Type 2I     | 607155  | 19         | q13.3       | FKRP   | Fukutine related protein   |
| etc.    |             |         |            |             |        |                            |

## Épidémiologie
La prévalence est comprise entre 2 et 7 pour 100 000.

## Description
Il peut exister une atteinte cardiaque de type cardiomyopathie dilatée dont la fréquence est variable suivant le gène concerné.

## Diagnostic

### Diagnostic différentiel
- Myopathie de Duchenne ;
- Dystrophie facio-scapulo-humérale ;
- Myopathie de Bethlem ;
- Certains types de Dystrophies musculaires congénitales ;
- Myopathie distale de type Miyoshi ;
- Dystrophie musculaire d'Emery-Dreifuss.

## Traitement
La prise en charge de la maladie a fait l'objet de la publications de recommandations. Celle de l'Académie Américaine de neurologie date de 2014. 

## Résistance au SIDA
Des scientifiques étudiant les gènes impliqués dans la Dystrophie musculaire des ceintures ont constaté que des confrères, travaillant eux sur la recherche de voies de lutte contre le SIDA, s'intéressaient à un même gène (Transportine-3 ou TNPO3). Le rapprochement entre les équipes a permis de tester le comportement du virus du SIDA dans du sang prélevé sur de personnes atteintes de dystrophie musculaire des ceintures de type 1F (une forme spécifique de dystrophie musculaire). Il a ainsi été démontré que les lymphocytes de ce sang étaient résistants au virus. Il s'agit du deuxième cas de résistance naturelle au SIDA après les cas de mutation du gène CCR5 ,.